# Verrucaria fusconigrescens
Verrucaria fusconigrescens är en lavart som beskrevs av Nyl. Verrucaria fusconigrescens ingår i släktet Verrucaria och familjen Verrucariaceae.  Arten är reproducerande i Sverige. Inga underarter finns listade i Catalogue of Life.
I den svenska databasen Dyntaxa används istället namnet Verrucaria glaucina för samma taxon.  Arten är reproducerande i Sverige.